# Tharad
Tharad (historicamente conhecida como Thirpur) é uma cidade na taluca homônima (sendo o centro administrativo desta), no distrito de Banaskantha do estado de Guzerate, na Índia. Tharad é próxima às fronteiras de Guzerate, se situando a 40km da fronteira com o Paquistão e a 15km do estado indiano do Rajastão. A maioria de sua população tem como religião o hinduísmo. Suas atividades econômicas principais são a agricultura e o polimento de diamantes.

## Geografia
Tharad está localizada a 24° 02′ N, 71° 25′ L. Tem uma altitude média de 10 metros (32 pés).

## Demografia
Segundo o censo de 2011, Tharad tinha uma população de 27 954 habitantes. Os indivíduos do sexo masculino constituem 52% da população e os do sexo feminino 48%. Tharad tem uma taxa de literacia de 49%, inferior à média nacional de 59,5%: a literacia no sexo masculino é de 61% e no sexo feminino é de 35%. Em Tharad, 18% da população está abaixo dos 6 anos de idade.